# 長恨歌
「長恨歌」（ちょうごんか）は、中国唐の詩人白居易によって作られた長編の漢詩である。陳鴻の長恨歌伝によれば、白居易、陳鴻、王質夫の三人が仙遊寺に集まり、唐代の玄宗皇帝と楊貴妃の逸話を語り合い感嘆した際、王質夫が「夫れ希代の事は、出世の才の之を潤色するに遭ふに非ずんば、則ち時と消没し、世に聞こえず。楽天は詩に深く、情に多き者なり。試みに為に之を歌はば、如何と。」（「世にも奇妙な出来事は、一代の傑出した才人の手で潤色されるのでなければ、時と共に消滅してしまって、世の中に伝わらなくなってしまう。楽天、君は詩に造詣が深く、情に豊かな人だ。試みにこの出来事で歌を作って見てはどうか」という意）と言われたことをきっかけに、「長恨歌」を作ったと書かれている。『源氏物語』をはじめ平安時代の日本文学にも多大な影響を与えた。806年（元和元年）、白居易が35歳、盩厔県尉であった時の作。七言古詩（歌行とも言う）（120句）。

## あらすじ
漢の王は長年美女を求めてきたが満足しえず、ついに楊家の娘を手に入れた。それ以来、王は彼女にのめりこんで政治を忘れたばかりでなく、その縁者を次々と高位に取り上げる。
その有様に反乱（安史の乱）が起き、王は宮殿を逃げ出す。しかし楊貴妃をよく思わない兵は動かず、とうとう王は兵をなだめるために楊貴妃殺害を許可する羽目になる。
反乱が治まると王は都に戻ったが、楊貴妃を懐かしく思い出すばかりでうつうつとして楽しまない。道士が術を使って楊貴妃の魂を捜し求め、苦労の末、ようやく仙界にて、今は太真と名乗る彼女を見つけ出す。
太真は道士に、王との思い出の品とメッセージをことづける。それは「天にあっては比翼の鳥のように」「地にあっては連理の枝のように」、かつて永遠の愛を誓い合った思い出の言葉だった。

## 詩の内容
| 漢文           | 書き下し                               | 現代語訳                                                                           |
| -------------- | -------------------------------------- | ---------------------------------------------------------------------------------- |
| 漢皇重色思傾国 | 漢皇色を重んじて傾国を思ふ             | 漢の皇帝は女色を重視し絶世美女を望んでいた                                         |
| 御宇多年求不得 | 御宇多年求むれども得ず                 | 天下統治の間長年に渡り求めていたが得られなかった                                   |
| 楊家有女初長成 | 楊家に女有り初めて長成し               | 楊家にようやく一人前になる娘がいた                                                 |
| 養在深閨人未識 | 養はれて深閨に在り人未だ識らず         | 深窓の令嬢として育てられ、誰にも知られていない                                     |
| 天生麗質難自棄 | 天生の麗質自ら棄て難く                 | 生まれつきの美しさは埋もれることはなく                                             |
| 一朝選在君王側 | 一朝選ばれて君王の側に在り             | ある日選ばれて、王のそばに上がった                                                 |
| 迴眸一笑百媚生 | 眸を迴らして一笑すれば百媚生じ         | 視線を巡らせて微笑めば、そのあでやかさは限りない                                   |
| 六宮粉黛無顔色 | 六宮の粉黛顔色無し                     | 宮中の奥御殿にいる女官たちは色あせて見えた                                         |
| 春寒賜浴華清池 | 春寒うして浴を賜ふ華清の池             | （彼女は）春まだ寒い頃、華清池の温泉を賜った                                       |
| 温泉水滑洗凝脂 | 温泉水滑らかにして凝脂を洗ふ           | 温泉の水は滑らかで、きめ細かな白い肌を洗う                                         |
| 侍児扶起嬌無力 | 侍児扶け起こせば嬌として力無し         | 侍女が助け起こすと、なまめかしく力がない                                           |
| 始是新承恩沢時 | 始めて是れ新たに恩沢を承くる時         | こうして初めて皇帝の寵愛を受けたのである                                           |
| 雲鬢花顔金歩揺 | 雲鬢花顔金歩揺                         | 雲のように柔らかな髪、花のような顔、歩くと揺れる黄金や珠玉で作られたかんざし       |
| 芙蓉帳暖度春宵 | 芙蓉の帳暖かにして春宵を度る           | 芙蓉の花を縫い込めた寝台の帳は暖かく、春の宵を過ごす                               |
| 春宵苦短日高起 | 春宵苦だ短く日高うして起く             | 春の宵は短い事に悩み、日が高くなってから起き上がる                                 |
| 従此君王不早朝 | 此れ従り君王早朝せず                   | この時から王は早朝の政務をやめてしまった                                           |
| 承歓侍宴無閑暇 | 歓を承け宴に侍して閑暇無く             | 皇帝の心にかない、宴では傍らに侍り暇がない                                         |
| 春従春遊夜専夜 | 春は春遊に従い夜は夜を専らにす         | 春には春の遊びに従い、夜は皇帝のお側を独占する                                     |
| 後宮佳麗三千人 | 後宮の佳麗三千人                       | 後宮には三千人の美女がいるが                                                       |
| 三千寵愛在一身 | 三千の寵愛一身に在り                   | 三千人分の寵愛を一身に受けている                                                   |
| 金屋粧成嬌侍夜 | 金屋粧い成って嬌として夜に侍し         | 黄金の御殿で化粧をすまし、艶かしく夜をともにする                                   |
| 玉楼宴罷酔和春 | 玉楼宴罷んで酔うて春に和す             | 玉楼での宴がやむと、春のような気分に酔う                                           |
| 姉妹弟兄皆列土 | 姉妹弟兄皆土を列ね                     | 妃の姉妹兄弟はみな諸侯となり                                                       |
| 可憐光彩生門戸 | 憐む可し光彩門戸に生ずるを             | うらやましくも、一門は美しく輝く                                                   |
| 遂令天下父母心 | 遂に天下の父母の心をして               | ついには天下の親たちの心も                                                         |
| 不重生男重生女 | 男を生むを重んぜず女を生むを重んぜしむ | 男児より女児の誕生を喜ぶようになった                                               |
| 驪宮高処入青雲 | 驪宮高き青雲に入り                     | 驪山の華清宮は雲に隠れる程高く                                                     |
| 仙楽風飄処処聞 | 仙楽風に飄りて処々に聞こゆ             | この世の物とも思えぬ美しい音楽が風に飄りあちこちから聞こえる                       |
| 緩歌慢舞凝糸竹 | 緩歌慢舞糸竹を凝らし                   | のどやかな調べ、緩やかな舞姿、楽器の音色も美しく                                   |
| 尽日君王看不足 | 尽日君王看れども足らず                 | 皇帝は終日見ても飽きることがないそのときに                                         |
| 漁陽鞞鼓動地来 | 漁陽の鞞鼓地を動かして来たり           | 漁陽の進軍太鼓が地を揺るがして迫り                                                 |
| 驚破霓裳羽衣曲 | 驚破す霓裳羽衣の曲                     | 霓裳羽衣の曲で楽しむ日々を驚かす                                                   |
| 九重城闕煙塵生 | 九重の城闕煙塵生じ                     | 宮殿の門には煙と粉塵が立ち上り                                                     |
| 千乗万騎西南行 | 千乗万騎西南に行く                     | 兵車や兵馬の大軍は西南を目指す                                                     |
| 翠華揺揺行復止 | 翠華揺々として行きて復た止まり         | カワセミの羽を飾った皇帝の御旗は、ゆらゆらと進んでは止まる                         |
| 西出都門百余里 | 西のかた都門を出ずること百余里         | 都の門を出て西に百余里                                                             |
| 六軍不発無奈何 | 六軍発せず奈何ともする無く             | 軍隊は進まず、どうにもできない                                                     |
| 宛転蛾眉馬前死 | 宛転たる蛾眉馬前に死す                 | 美しい眉の美女は、馬の前で命を失った                                               |
| 花鈿委地無人収 | 花鈿地に委して人の収むる無し           | 螺鈿細工のかんざしは地面に落ちたままで、拾い上げる人はいない                       |
| 翠翹金雀玉搔頭 | 翠翹金雀玉搔頭                         | カワセミの羽の髪飾りも、孔雀の形をした黄金のかんざしも、地に落ちたまま             |
| 君王掩面救不得 | 君王面を掩ひて救ひ得ず                 | 君王は顔を覆うばかりで、救うこともできない                                         |
| 迴看血涙相和流 | 迴り看て血涙相和して流る               | 振り返っては、血の涙を流した                                                       |
| 黄埃散漫風蕭索 | 黄埃散漫風は蕭索                       | 土埃が舞い、風は物寂しく吹き付る                                                   |
| 雲桟縈紆登剣閣 | 雲桟縈紆剣閣に登る                     | 雲が係る程の高い架け橋は、畝々と曲り畝り、剣閣山を登っていく                       |
| 峨眉山下少人行 | 峨眉山下人の行くこと少に               | 峨眉山のふもとは、道行く人も少ない                                                 |
| 旌旗無光日色薄 | 旌旗光無く日色薄し                     | 皇帝の所在を示す旌旗は輝きを失い、日の光も弱々しい                                 |
| 蜀江水碧蜀山青 | 蜀江の水は碧にして蜀山は青く           | 蜀江の水は深い緑色で満ち、蜀の山は青々と茂るも                                     |
| 聖主朝朝暮暮情 | 聖主朝々暮々の情                       | 皇帝は朝も日暮れも（彼女を）思い続ける                                             |
| 行宮見月傷心色 | 行宮に月を見れば傷心の色               | 仮の宮殿で月を見れば心が痛み                                                       |
| 夜雨聞鈴腸断声 | 夜雨に鈴を聞けば腸断の声               | 雨の夜に鈴の音を聞けば断腸の思い                                                   |
| 天旋日転迴竜馭 | 天旋り日転じて竜馭を迴らし             | 天下の情勢が大きく変わり、皇帝の御車は都へと向かう                                 |
| 到此躊躇不能去 | 此に到りて躊躇して去る能はず           | ここに到って、心を痛め去ることができない                                           |
| 馬嵬坡下泥土中 | 馬嵬坡下泥土の中                       | 馬嵬の土手の下、泥の中に                                                           |
| 不見玉顔空死処 | 玉顔を見ず空しく死せる処               | 玉のような美しい顔を見ることはない 空しく死んだところ                              |
| 君臣相顧尽霑衣 | 君臣相顧みて尽く衣を霑ほす             | 君臣互いに見合い、旅の衣を涙で湿らす                                               |
| 東望都門信馬帰 | 東のかた都門を望み馬に信せて帰る       | 東に都の門を望みながら、馬に任せて帰っていく                                       |
| 帰来池苑皆依旧 | 帰り来たれば池苑皆旧に依る             | 帰って来ると、池も庭も皆もとのまま                                                 |
| 太液芙蓉未央柳 | 太液の芙蓉未央の柳                     | 太液池の芙蓉、未央宮の柳                                                           |
| 芙蓉如面柳如眉 | 芙蓉は面の如く柳は眉の如し             | 芙蓉は（彼女の）顔のよう、柳は眉のよう                                             |
| 対此如何不涙垂 | 此に対して如何ぞ涙の垂れざらん         | これを見て、どうして涙をながさずにおられようか                                     |
| 春風桃李花開夜 | 春風桃李花開く夜                       | 春の風に桃や李の花が開く夜                                                         |
| 秋雨梧桐葉落時 | 秋雨梧桐葉落つる時                     | 秋の雨に梧桐（あおぎり）の葉が落ちる時                                             |
| 西宮南苑多秋草 | 西宮南苑秋草多く                       | 西の宮殿や南の庭園には、秋草が茂り                                                 |
| 宮葉満階紅不掃 | 宮葉階に満ちて紅掃はず                 | 落葉が階を赤く染めても掃く人はいない                                               |
| 梨園弟子白髪新 | 梨園の弟子白髪新たに                   | 梨園（玄宗が養成した歌舞団）の弟子たちも、白髪が目立ち                             |
| 椒房阿監青娥老 | 椒房の阿監青娥老いたり                 | 椒房（皇后の居室）の阿監（宮女を取り締まる女官）も、その美しい容貌は老いてしまった |
| 夕殿蛍飛思悄然 | 夕殿蛍飛んで思ひ悄然                   | 夕方の宮殿に蛍が飛んで、物思いは憂い悲しく                                         |
| 孤灯挑尽未成眠 | 孤灯挑げ尽くすも未だ眠りを成さず       | ひとつの明かりをともし尽くしてもまだ眠れない                                       |
| 遅遅鐘鼓初長夜 | 遅々たる鐘鼓初めて長き夜               | 時を告げる鐘と太鼓を聞くにつけ、夜の過ぎるのが初めて長く感じられる                 |
| 耿耿星河欲曙天 | 耿々たる星河曙けんと欲するの天         | 天の川の輝きはかすかとなり、空が明けようとしている                                 |
| 鴛鴦瓦冷霜華重 | 鴛鴦の瓦冷ややかにして霜華重く         | 鴛鴦の瓦は冷ややかで、霜が重なり                                                   |
| 翡翠衾寒誰与共 | 翡翠の衾寒くして誰と与共にせん         | 翡翠の衾は寒々しく、いっしょに寝る人はいない                                       |
| 悠悠生死別経年 | 悠々たる生死別れて年を経たり           | （楊貴妃と）生死を分かって幾年月                                                   |
| 魂魄不曾来入夢 | 魂魄曽て来たりて夢にも入らず           | （楊貴妃の）魂は夢にも出て来ない                                                   |
| 臨邛道士鴻都客 | 臨邛の道士鴻都の客                     | （このとき）臨邛の道士が長安を訪れていた                                           |
| 能以精誠致魂魄 | 能く精誠を以て魂魄を致す               | 真心を込めた念力で、魂を招き寄せられるという                                       |
| 為感君王展転思 | 君王展転の思ひに感ずるが為に           | 眠れなく何度も寝返りを打つほどの君王の思慕の情を思い                               |
| 遂教方士殷勤覓 | 遂に方士をして殷勤に覓め教む           | 方士に（楊貴妃を）懇ろに探し求めさせた                                             |
| 排空馭気奔如電 | 空を排し気を馭して奔ること電の如く     | 大空を押し分け、大気に乗り、雷のごとく走りめぐる                                   |
| 昇天入地求之遍 | 天に昇り地に入りて之を求むること遍し   | 天に昇り、地に入って、くまなく探し求める                                           |
| 上窮碧落下黄泉 | 上は碧落を窮め下は黄泉                 | 上は青空を極め、下は地の底まで探したが                                             |
| 両処茫茫皆不見 | 両処茫々として皆見へず                 | どちらも広々としているだけで、姿は見あたらない                                     |
| 忽聞海上有仙山 | 忽ち聞く海上に仙山有りと               | 俄に聞いた所によると、海上に仙山があるという                                       |
| 山在虚無縹緲間 | 山は虚無縹緲の間に在り                 | その山は何物も存在しない遠く微かな当りにあった                                     |
| 楼閣玲瓏五雲起 | 楼閣玲瓏として五雲起こり               | 楼閣は透き通るように美しく、五色の雲が湧き上がっている                             |
| 其中綽約多仙子 | 其の中綽約として仙子多し               | その中に若く美しい仙女がたくさんいた                                               |
| 中有一人字太真 | 中に一人有り字は太真                   | 其内の一人に、太真という女性がいた                                                 |
| 雪膚花貌参差是 | 雪膚花貌参差として是れなり             | 雪のような膚、花のような容貌、楊貴妃に殆どそっくりである                           |
| 金闕西廂叩玉扃 | 金闕の西廂に玉扃を叩き                 | 黄金造りの御殿の西側の建物を訪れ、玉で飾られた扉を叩き                             |
| 転教小玉報双成 | 転じて小玉をして双成に報ぜ教む         | 小玉に頼んで（楊貴妃の腰元である）双成に（自分が来たことを）伝えてもらう           |
| 聞道漢家天子使 | 聞く道く漢家天子の使ひなりと           | 聞けば、漢の天子の使いであるという                                                 |
| 九華帳裏夢魂驚 | 九華の帳裏夢魂驚く                     | 華麗な刺繍の帳の中で、夢を見ている魂は驚き目覚める                                 |
| 攬衣推枕起徘徊 | 衣を攬り枕を推して起ちて徘徊す         | 衣装を纏い、枕を推しやって、起き出してさまよい歩く                                 |
| 珠箔銀屏邐迤開 | 珠箔銀屏邐迤として開く                 | 真珠の簾や銀の屏風が、次々と開かれていく                                           |
| 雲鬢半偏新睡覚 | 雲鬢半ば偏りて新たに睡りより覚め       | 雲のような鬢の毛はなかば偏って、目覚めたばかりの様子                               |
| 花冠不整下堂来 | 花冠整へず堂を下り来たる               | 花の冠も整えないまま、堂を降りて来た                                               |
| 風吹仙袂飄颻挙 | 風は仙袂を吹ひて飄颻として挙がり       | 風が吹き、仙女の袂はひろひらと舞い上がる                                           |
| 猶似霓裳羽衣舞 | 猶ほ霓裳羽衣の舞に似たり               | まるで霓裳羽衣の舞のよう                                                           |
| 玉容寂寞涙闌干 | 玉容寂寞として涙闌干                   | 玉のような容貌はさびしげで、涙がはらはらとこぼれる                                 |
| 梨花一枝春帯雨 | 梨花一枝春雨を帯ぶ                     | 一枝の梨の花が春の雨に打たれるよう                                                 |
| 含情凝睇謝君王 | 情を含み睇を凝らして君王に謝す         | 想いを込めてじっと見つめ、君王に謝辞を述べる                                       |
| 一別音容両渺茫 | 一別音容両つながら渺茫たり             | お別れ以来、声も姿もともにはるかに遠ざかり                                         |
| 昭陽殿裏恩愛絶 | 昭陽殿裏恩愛絶え                       | 昭陽殿での寵愛も絶え                                                               |
| 蓬萊宮中日月長 | 蓬萊宮中日月長し                       | 蓬萊宮の中で過ごした月日が長くなった                                               |
| 迴頭下望人寰処 | 頭を迴らして下人寰の処を望めば         | 頭をめぐらせ、はるか人間界を望めば                                                 |
| 不見長安見塵霧 | 長安を見ずして塵霧を見る               | 長安は見えず、塵や霧が広がっている                                                 |
| 唯将旧物表深情 | 唯だ旧物を将て深情を表さんと           | 思い出の品で、ただ深い情を示したいと                                               |
| 鈿合金釵寄将去 | 鈿合金釵寄せ将ち去らしむ               | 螺鈿細工の小箱と黄金の簪を、預け持って行かせる                                     |
| 釵留一股合一扇 | 釵は一股を留め合は一扇                 | 簪の片方の脚と、小箱の（蓋か本体の）一方を残す                                     |
| 釵擘黄金合分鈿 | 釵は黄金を擘き合は鈿を分かつ           | かんざしは黄金を裂き、小箱は螺鈿を分かつ                                           |
| 但令心似金鈿堅 | 但だ心をして金鈿の堅きに似せ令ば       | 金や螺鈿のように心を堅くさせれば                                                   |
| 天上人間会相見 | 天上人間会ず相見えんと                 | 天上と人間界に別れたふたりも、必ず会うことができるでしょう                         |
| 臨別殷勤重寄詞 | 別れに臨んで殷勤に重ねて詞を寄す       | 別れにあたっては、丁寧に重ねて言葉を送る                                           |
| 詞中有誓両心知 | 詞中に誓ひ有り両心のみ知る             | 言葉の中にふたり（皇帝と楊貴妃）だけに分かる言葉があった                           |
| 七月七日長生殿 | 七月七日長生殿                         | 七月七日、長生殿                                                                   |
| 夜半無人私語時 | 夜半人無く私語の時                     | 誰もいない夜中、親しく語った時（の言葉である）                                     |
| 在天願作比翼鳥 | 天に在りては願はくは比翼の鳥と作り     | 天にあっては、願わくは比翼の鳥となり                                               |
| 在地願為連理枝 | 地に在りては願はくは連理の枝と為らんと | 地にあっては、願わくは連理の枝となりたい                                           |
| 天長地久有時尽 | 天は長く地は久しきも時有りて尽くとも   | 天地はいつまでも変わらないが、いつかは尽きる時がある                               |
| 此恨綿綿無絶期 | 此の恨み綿々として絶ゆるの期無からん   | しかしこの悲しみは綿々と、いつまでも絶えることがないだろう                         |

## 史実との相違
- 詩中では玄宗と楊貴妃を直接叙述するのではなく、漢の武帝と李夫人の物語に置き換えている。これは現王朝に遠慮してのこととする見解がある[注 3]。
- 楊貴妃はそもそもは玄宗の子の一人、寿王李瑁の妃であった。『新唐書』玄宗紀によれば、玄宗は息子の妻を自分のものとするため、いったん彼女を女道士にして、息子との縁を絶った後に後宮に迎えている。太真は楊貴妃の道士時代の名である。

## 楊貴妃の美
- 「温泉水滑洗凝脂」「雪膚」 - 温泉の水がなめらかに凝脂を洗う、と表現されるように、むっちりとした白い肌の持ち主だった。
- 「雲鬢花顔」「花貌」「芙蓉如面柳如眉」 - ふんわりとした髪の生え際、芙蓉の花のような顔だち、柳のようなほっそりとした眉、など顔のパーツも重要であったようだ。
- 「侍兒扶起嬌無力」「金歩搖」 - 侍女に助け起こされてもぐったり、歩くに連れてかんざしがしゃらしゃらと揺れる、といった感じで、北宋ごろから流行しだした纏足という習慣にも見られるように、いかにもなよなよとした頼りなげな様子が女性らしいしぐさとして愛されたらしい。

## 日本文学への影響
- 『源氏物語』桐壺の巻 - 桐壺帝と桐壺更衣の悲恋の描写には、長恨歌を髣髴とさせる部分がたくさんある。当時の貴族層の誰もが知る長恨歌のエピソードを、紫式部は上手く平安王朝風に置き換えて、物語に取り入れた。

## 長恨歌の主題
長恨歌の主題は長年に渡って議論され続けており、主に世の乱れをふせぐための「諷諭」、玄宗の楊貴妃への愛を中心とした「愛情」のどちらかが主題ではないかと言われている。『長恨歌』を伝記に仕立てたという陳鴻の『長恨歌伝』では、「意者但だ其の事に感ずるのみならず、尤物を懲らし、亂階を塞ぎ、將來に垂らんと欲するならん」（思うに長恨歌は、玄宗皇帝と楊貴妃の事柄に感動しただけではなく、世に禍いを及ぼしかねない絶世の美女を懲らしめ、世の中の乱れを未然に防止し、将来に向けて戒めを示そうという意図もあったという意）と『長恨歌』を「諷諭」として読んでいる。
日本では、「愛情」を主題とするのが、共通の理解となっている。中国では政治を基準にして、文芸作品の価値を考える伝統から「諷諭説」がかなり根強かったが、最近では「愛情」を歌ったものだという説が優勢になりつつあるという。

## 注解
- 『白氏文集 二下』 明治書院〈新釈漢文大系117〉、2007年。岡村繁（編者代表）
- 『白楽天詩選　上』 川合康三訳注、岩波文庫、2011年
- 『白居易　中国詩人選集』 高木正一訳注、岩波書店、新版1983年。旧版・全2巻